# Oklaj
Oklaj falu Horvátországban Šibenik-Knin megyében. Közigazgatásilag Prominához tartozik.

## Fekvése
Knintől 13 km-re délnyugatra, Dalmácia északi-középső részén, a Promina-hegység nyugati lejtői és a Krka-folyó középső folyása közötti területen fekszik.

## Története
Oklaj területe már a rómaiak idejében lakott volt. A Drniš-Oklaj úttól balra a Džepina-háznál ókori épületegyüttes és temető maradványait találták. A faluban 1890-ben és 1891-ben is folytak ásatások, melyek során római falak maradványait találták. 1909-ben egy alkalommal három, urnás római sír került elő. A török 1522-ben szállta meg ezt a területet, melynek korábbi lakossága nagyrészt nyugatra menekült. A törökök Oklajon felépítették Bandalović tornyát, ahol őrséget helyeztek el, hogy innét ellenőrizze a környék útjait. A megmaradt lakosságot a török mellett a pusztító járványok is tizedelték. A község területe a moreai háború során 1688-ban szabadult fel a török uralom alól. Miután a francia seregek felszámolták a Velencei Köztársaságot osztrák csapatok szállták meg. 1809-ben az Első Francia Császárság Illír Tartományának része lett. 1815-ben a bécsi kongresszus újra Ausztriának adta, amely a Dalmát Királyság részeként Zárából igazgatta 1918-ig. Oklaj a 18. századtól fokozatosan a prominai térség központja lett. 1784-ben itt épült fel a plébániatemplom. 1882-ben Promina község első megalakulásakor annak székhelye Oklaj lett. A falunak 1857-ben 507, 1910-ben 606 lakosa volt. Az első világháború után előbb a Szerb-Horvát-Szlovén Királyság, majd Jugoszlávia része lett. Az 1970-es években nagy számú lakosság vándorolt ki a jobb megélhetés reményében. A délszláv háború idején 1991-ben szerb felkelők és a JNA csapatai szállták meg és a Krajinai Szerb Köztársasághoz csatolták. Plébániatemplomát lerombolták. A horvát hadsereg 1995 augusztusában a Vihar hadművelet során foglalta vissza a települést. A falunak 2011-ben 469 lakosa volt.

## Lakosság
| Lakosság változása | Lakosság változása | Lakosság változása | Lakosság változása | Lakosság változása | Lakosság változása | Lakosság változása | Lakosság változása | Lakosság változása | Lakosság változása | Lakosság változása | Lakosság változása | Lakosság változása | Lakosság változása | Lakosság változása | Lakosság változása |
| ------------------ | ------------------ | ------------------ | ------------------ | ------------------ | ------------------ | ------------------ | ------------------ | ------------------ | ------------------ | ------------------ | ------------------ | ------------------ | ------------------ | ------------------ | ------------------ |
| 1857               | 1869               | 1880               | 1890               | 1900               | 1910               | 1921               | 1931               | 1948               | 1953               | 1961               | 1971               | 1981               | 1991               | 2001               | 2011               |
| 507                | 476                | 489                | 663                | 675                | 606                | 742                | 700                | 769                | 774                | 804                | 704                | 531                | 485                | 401                | 469                |

## Nevezetességei
Mihály arkangyal tiszteletére szentelt plébániatemplomát 1784-ben építették, harangtornya 1794-98 között épült. 1880-ban félköríves apszissal bővítették. Több alkalommal megújították. A délszláv háború idején a szerbek lerombolták. Újjáépítése 1996-ban fejeződött be. A templom körül temető található.
A falu központjában egy másik templom maradványai  is találhatók. Ez egy kisebb épület, amelynek mérete 3 x 4,9 méter. Az épület egy lakóépülettel szomszédos, eredeti tetőzete nem maradt fenn, így kívülről a szakrális épület jellemzői nem ismerhetők fel. Idővel a templom el is vesztette szakrális funkcióját, mivel hálószobává alakították. Hogy nem lakó- vagy kereskedelmi épületről van szó az jelzi, hogy a homlokzaton egy félköríves portál található, amely szabályos kőtömbökből készült egy félköríves lunettával. A templomot dongaboltozat borítja. További régészeti és műemlékvédelmi kutatások hiányában egyelőre a templomot a középkorra datálják.